# Bebryce stellata
Bebryce stellata är en korallart som beskrevs av Jörn Hentschel 1903. Bebryce stellata ingår i släktet Bebryce och familjen Plexauridae. Inga underarter finns listade i Catalogue of Life.